# Salon indien du Grand Café

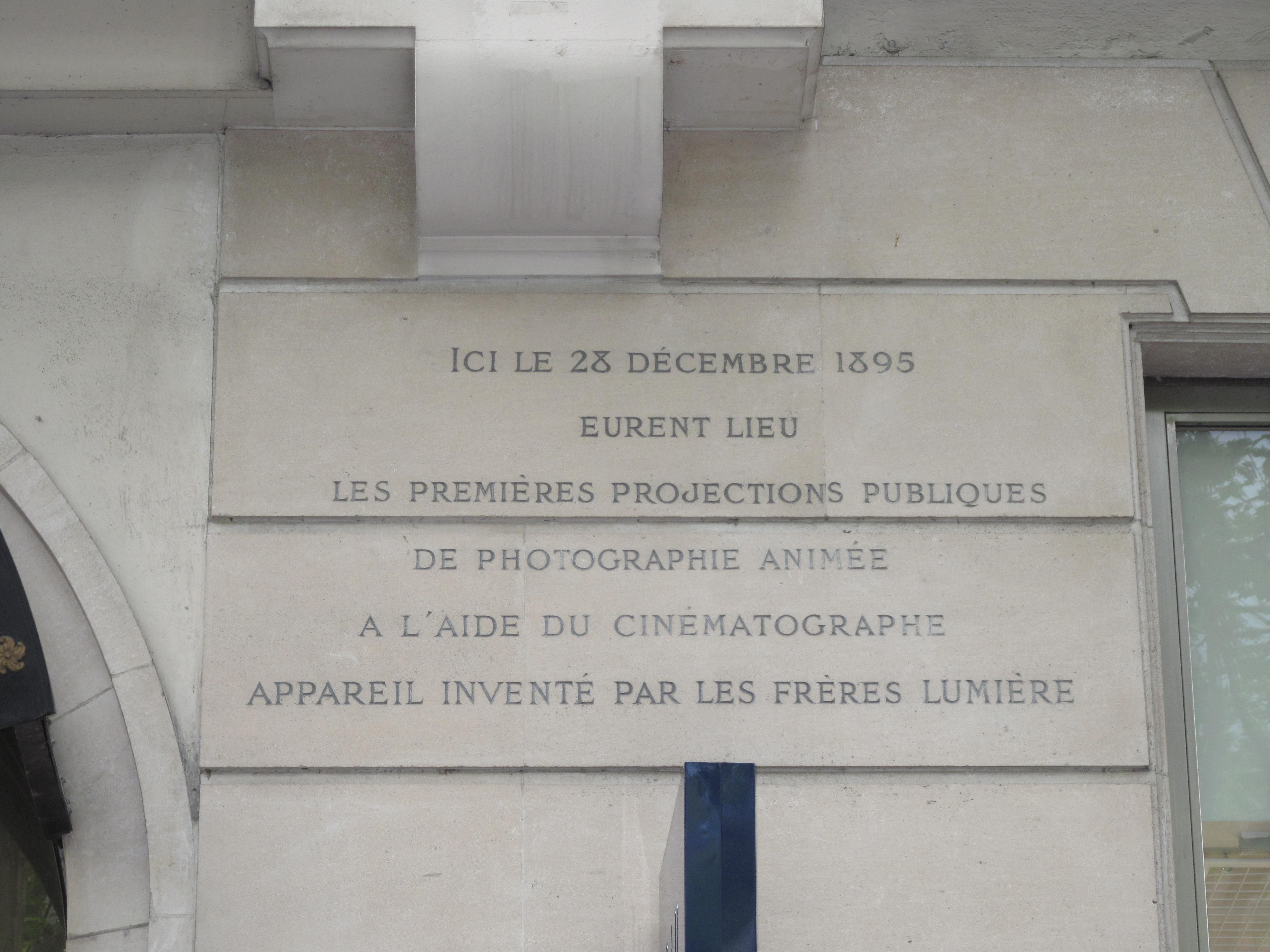
Pamětní deska upomínající na historickou událost

Salon indien du Grand Café (Indický salón v Grand Café) byl společenský sál v hotelové kavárně Grand Café v Paříži, kde 28. prosince 1895 proběhlo první veřejné placené filmové promítání.
Nacházel se v domě č. 14 na Boulevard des Capucines, kde je dnes hotelová kavárna Café Lumière. Fotograf Clément Maurice, rodinný přítel Lumièrů, zde pronajal malou místnost, kde mohlo 33 diváků zhlédnout několik krátkých filmů za vstupné jednoho franku. Ačkoliv představení nemělo žádnou reklamu, o promítání byl velký zájem, takže policie musela zabránit vstupu asi 2000 osob, které se chtěly dostat dovnitř.
Bratři Lumièrovi zde promítali 10 filmů:
- La Sortie de l'usine Lumière à Lyon
- La Voltige
- La Pêche aux poissons rouges
- Le Débarquement du congrès de photographie à Lyon
- Les Forgerons
- L'Arroseur arrosé
- Le Repas de bébé
- Le Saut à la couverture
- La Place des Cordeliers à Lyon
- La Mer